# メイジー・ヒロノ
メイジー・ケイコ・ヒロノ（英語: Mazie Keiko Hirono、日本名：広野 慶子〈ひろの けいこ〉、1947年11月3日 - ）は、アメリカ合衆国の政治家。ハワイ州下院議員、9代目ハワイ州副知事、アメリカ合衆国下院議員を務め、2013年1月からアメリカ合衆国上院議員。日本生まれの日系アメリカ人で、アメリカ史上初のアジア系女性上院議員となった。夫は弁護士のレイトン・キム・オオシマ。学位は法務博士（専門職）である。

## 経歴
1947(昭和22)年11月3日に福島県伊達郡睦合村（現在の桑折町）に生まれる。小学校1年生まで睦合村村立小学校に通う。1955年、母親が酒乱でばくち打ちの夫から逃れる形で3人の子供を連れ、ハワイに移住したのを契機に、8歳の時からホノルルで育つ。貧しかったため裸足で小学校に通学し、新聞配達などをして家計を助けた。1959年にアメリカに帰化した。
ハワイ大学マノア校で心理学を学び1970年卒業、その後ワシントンD.C.のジョージタウン大学ローセンター（法科大学院）を1978年修了、弁護士資格を取得した。1980年から1994年までハワイ州下院議員を務め、120以上の法案を通した。1994年からベン・カエタノ知事の下で副知事を2期務めた。カエタノはフィリピン系として初めての州知事であり、彼女自身もまた日系人一世としては初めての副知事だった。2002年のハワイ州知事選挙に民主党から立候補し、共和党女性候補リンダ・リングルと戦ったが惜敗した。2006年、連邦下院議員選挙にハワイ州第2選挙区で民主党から立候補し当選、2008年と2010年の選挙でも再選された。2012年、ハワイ州選出の連邦上院議員選挙に出馬、共和党候補は前知事のリンダ・リングルで10年前の知事選の再現となったが、今回は大差で当選、アジア系女性初のアメリカ上院議員となった。
2017年、上院に上程されたオバマケア撤廃案について「オバマケアの撤廃は、この国の何百万人もの人を苦しめることになる。特にその影響を受けるのは、最も重病で、最も貧しい人々だ」と述べ、反対投票を求めた。腎臓がんの病体を押して出席した議会では3人の共和党議員が反対票を投じ、賛成49対反対51で撤廃案は否決された。

## ギャラリー
- アイリーン・ヒラノ・イノウエと（2013年11月20日）
- エリザベス・ウォーレン、エイミー・クロブシャー、パティ・マレー、リリー・レッドベターらと（2014年1月28日）
- ロレッタ・リンチと（2015年4月23日）
- ドリス・マツイと（2015年4月29日）